# 蒜山市
もしかして
- 真庭市

ではありませんか？